# Station Ukkel-Stalle
Station Ukkel-Stalle (Frans: Gare d'Uccle-Stalle) is een spoorweghalte langs spoorlijn 124 (Brussel - Charleroi) in het westen van de Belgische gemeente Ukkel, tegen de grens met Vorst, in het Brussels Hoofdstedelijk Gewest. Het station ligt ten noorden van de buurt Stalle en aan de oostzijde van de wijk Neerstalle. Het station werd geopend iets na de aanleg van de spoorlijn in 1873. Het station werd in 1994 als monument beschermd.
Het volgende station op lijn 124, station Vorst-Oost ligt slechts 900 meter verderop.

## Treindienst
| Serie | Treinsoort             | Route                                                                                      | Bijzonderheden |
| ----- | ---------------------- | ------------------------------------------------------------------------------------------ | --- |
| S 1   | S-trein Brussel (NMBS) | Charleroi-Centraal – /Nijvel – Ukkel-Stalle – Brussel-Zuid – Mechelen – Antwerpen-Centraal | Op zondag een deel Brussel-Noord - Nijvel en een deel Brussel-Zuid - Antwerpen-Centraal. Tijdens de week eerste en laatste ritten van/naar Charleroi-Centraal. |

## Galerij

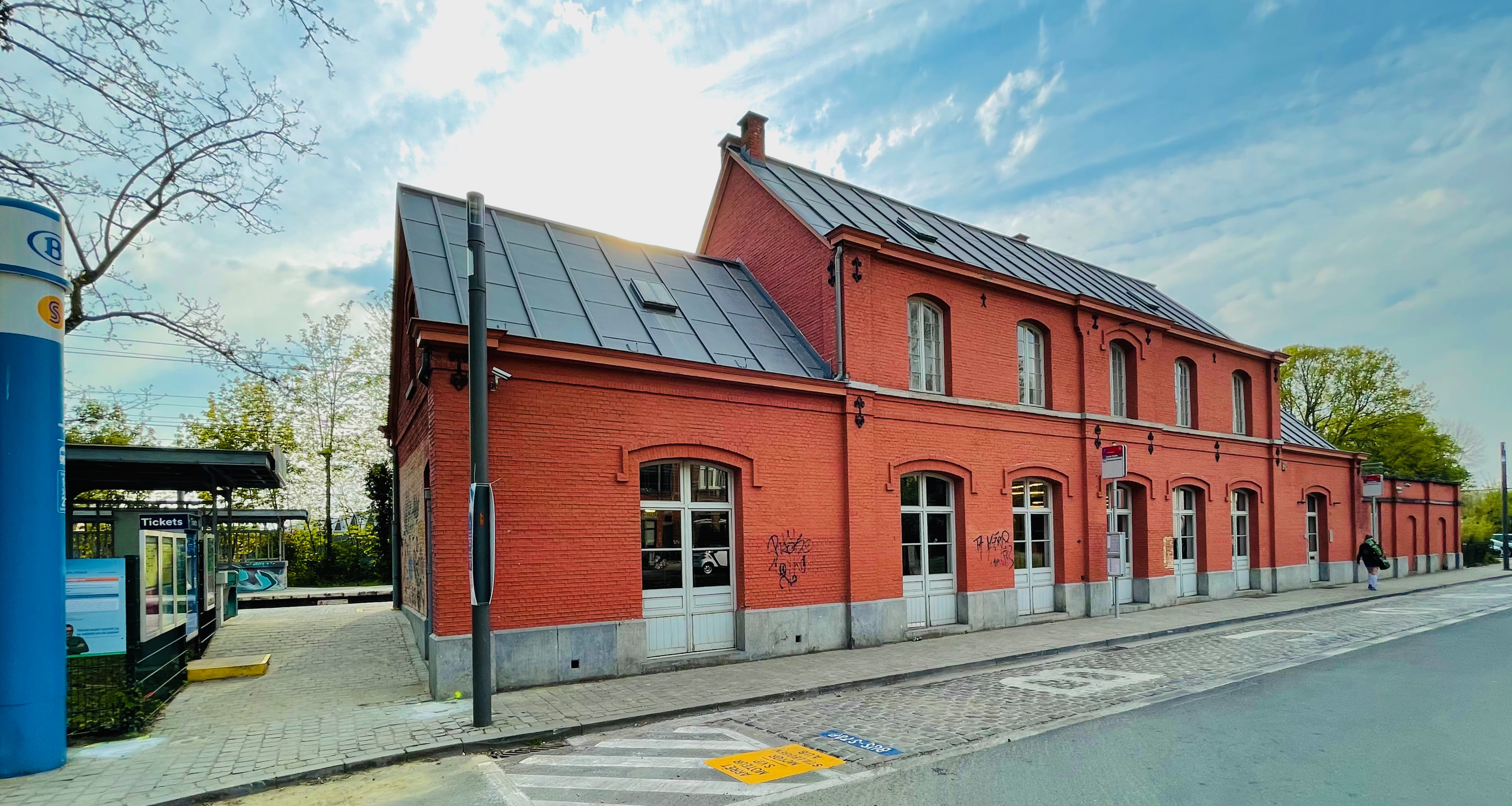
Het stationsgebouw
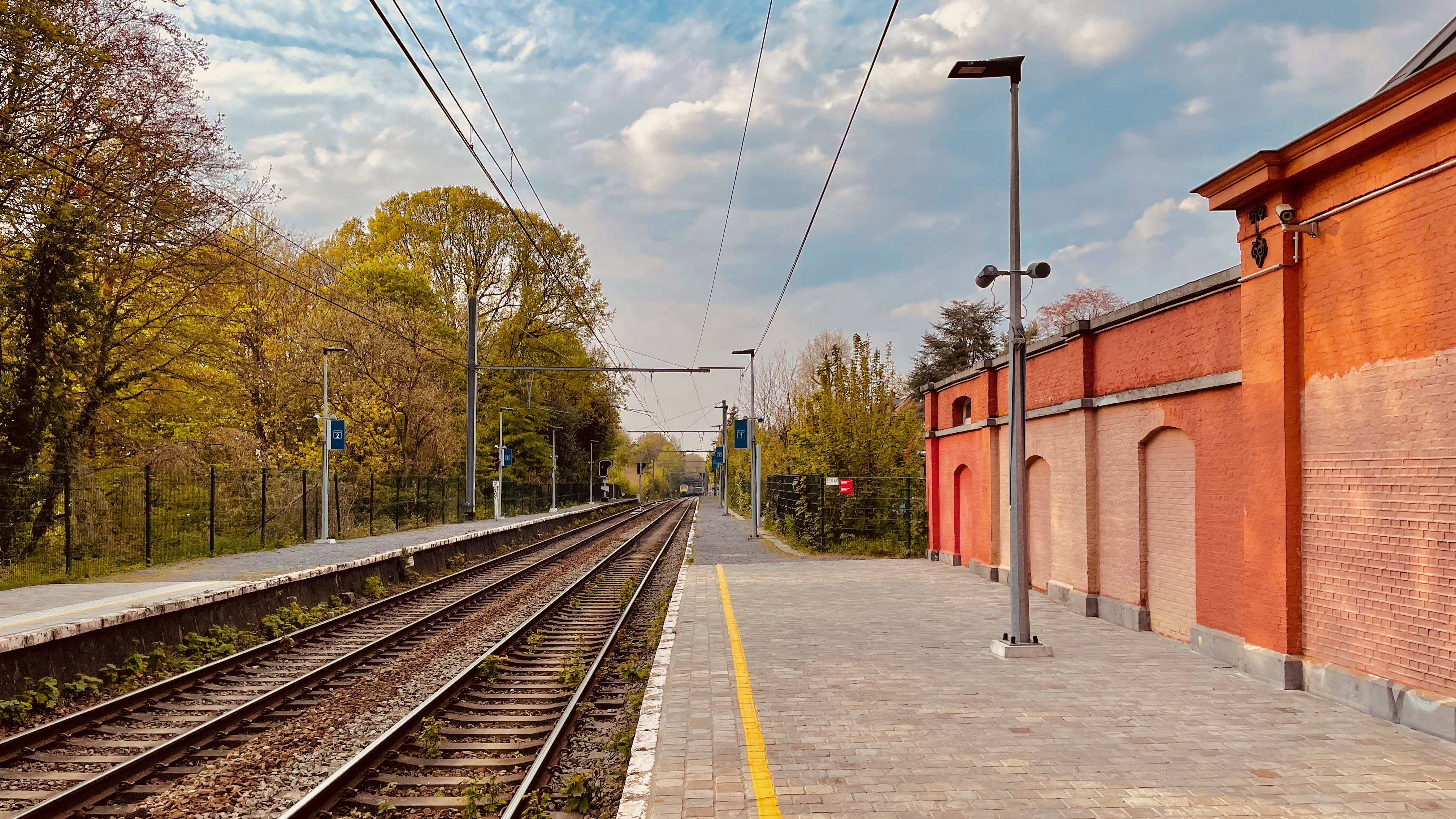
Zicht op de sporen en perrons

## Reizigerstellingen
De grafiek en tabel geven het gemiddeld aantal instappende reizigers weer op een week-, zater- en zondag.
| Tabel: aantal instappende reizigers station Ukkel-Stalle | Tabel: aantal instappende reizigers station Ukkel-Stalle | Tabel: aantal instappende reizigers station Ukkel-Stalle | Tabel: aantal instappende reizigers station Ukkel-Stalle |
|                                                          | Weekdag                                                  | Zaterdag                                                 | Zondag                                                   |
| -------------------------------------------------------- | -------------------------------------------------------- | -------------------------------------------------------- | -------------------------------------------------------- |
| 1977                                                     | 501                                                      | 69                                                       | 69                                                       |
| 1978                                                     | 746                                                      | 87                                                       | 79                                                       |
| 1979                                                     | 442                                                      | 63                                                       | 58                                                       |
| 1980                                                     | 449                                                      | 50                                                       | 55                                                       |
| 1981                                                     | 491                                                      | 94                                                       | 108                                                      |
| 1982                                                     | 502                                                      | 69                                                       | 70                                                       |
| 1983                                                     | 481                                                      | 40                                                       | 71                                                       |
| 1984                                                     | 265                                                      | 71                                                       | 48                                                       |
| 1985                                                     | 257                                                      | 158                                                      | 132                                                      |
| 1986                                                     | 210                                                      | 38                                                       | 46                                                       |
| 1987                                                     | 287                                                      | 35                                                       | 35                                                       |
| 1988                                                     | 230                                                      | 34                                                       | 49                                                       |
| 1989                                                     | 291                                                      | 54                                                       | 37                                                       |
| 1990                                                     | 292                                                      | 39                                                       | 34                                                       |
| 1991                                                     | 289                                                      | 57                                                       | 33                                                       |
| 1992                                                     | 266                                                      | 52                                                       | 48                                                       |
| 1993                                                     | 258                                                      | 50                                                       | 47                                                       |
| 1994                                                     | 234                                                      | 55                                                       | -                                                        |
| 1995                                                     | 308                                                      | 7                                                        | 4                                                        |
| 1996                                                     | 269                                                      | 46                                                       | -                                                        |
| 1997                                                     | 229                                                      | 68                                                       | -                                                        |
| 1998                                                     | 203                                                      | 54                                                       | 42                                                       |
| 1999                                                     | 267                                                      | 46                                                       | 38                                                       |
| 2000                                                     | 242                                                      | 68                                                       | 72                                                       |
| 2001                                                     | 202                                                      | 101                                                      | 44                                                       |
| 2002                                                     | 215                                                      | 86                                                       | 56                                                       |
| 2003                                                     | 210                                                      | 46                                                       | 80                                                       |
| 2004                                                     | 225                                                      | 66                                                       | 41                                                       |
| 2005                                                     | 233                                                      | 52                                                       | 36                                                       |
| 2006                                                     | 261                                                      | 107                                                      | 83                                                       |
| 2007                                                     | 240                                                      | 82                                                       | 53                                                       |
| 2008                                                     | -                                                        | -                                                        | -                                                        |
| 2009                                                     | 253                                                      | 111                                                      | 52                                                       |
| 2010                                                     | -                                                        | -                                                        | -                                                        |
| 2011                                                     | -                                                        | -                                                        | -                                                        |
| 2012                                                     | 251                                                      | 83                                                       | 50                                                       |
| 2013                                                     | 251                                                      | 61                                                       | 46                                                       |
| 2014                                                     | 314                                                      | 73                                                       | 99                                                       |
| 2015                                                     | 239                                                      | 66                                                       | 80                                                       |
| 2016                                                     | 230                                                      | 119                                                      | 59                                                       |
| 2017                                                     | 247                                                      | 136                                                      | 100                                                      |
| 2018                                                     | 299                                                      | 134                                                      | 80                                                       |
| 2019                                                     | 253                                                      | 200                                                      | 86                                                       |
| 2020                                                     | 151                                                      | 110                                                      | 73                                                       |
| 2021                                                     | -                                                        | -                                                        | -                                                        |
| 2022                                                     | 265                                                      | 149                                                      | 69                                                       |
| 2023                                                     | 257                                                      | 98                                                       | 88                                                       |
| 2024                                                     | 333                                                      | 277                                                      | 161                                                      |

## Busdienst
|  | 74 - Ukkel-Stalle - Vorst-Nationaal - Sint-Denijs - Veeweide - Erasmus Ziekenhuis - Clémence Everard (MIVB) |